# Benedetto Falconcini
Benedetto Falconcini (Volterra, 31 gennaio 1657 – Arezzo, 6 marzo 1724) è stato un vescovo cattolico, giurista e scrittore italiano.

## Biografia

### Famiglia e formazione
Nato da Falconcino e Leonida Incontri, fu avviato agli studi nella sua città natale, dopo i quali intraprese la carriera ecclesiastica. Divenuto chierico, fu eletto canonico soprannumerario della Cattedrale di Volterra. Compì gli studi universitari a Pisa, dove il 7 novembre 1677 si laureò in utroque iure, sotto la guida di Giuseppe Domenico Andreoni.

### Carriera ecclesiastica
Dopo la laurea, ricevette l’ordinazione sacerdotale e divenne canonico ordinario a Volterra. Nel 1684 divenne vicario apostolico. Nel 1693 fu nominato preposto nullius della diocesi di Pescia. In tale veste, si preoccupò di curare la riorganizzazione istituzionale della chiesa pesciatina e vi celebrò un sinodo tra il 25 e il 27 aprile 1694. Il sinodo s’interessò dell'educazione cristiana dei fanciulli e affrontò le questioni relative all'osservanza del riposo settimanale. Inoltre si occupò dell'aggiornamento culturale del clero diocesano, considerato poco preparato. Durante la sua permanenza a Pescia, furono completati i lavori di ricostruzione della prepositura e, nel 1697, avvenne il trasferimento a Firenze della Madonna del Baldacchino di Raffaello, che era custodita sull'altare della cappella Turini nel Duomo di Pescia. Il 15 dicembre 1704 fu promosso alla cattedra episcopale di Arezzo. Non riuscì a tenere ogni anno la visita pastorale per la vastità del territorio diocesano. Tuttavia richiese al clero diocesano di tenerlo informato sul proprio cammino di aggiornamento, sul catechismo ai fanciulli e sulle principali questioni organizzative delle parrocchie. Durante il ministero episcopale ad Arezzo, riuscì a celebrare due sinodi, il 16-17 aprile 1709 e il 2 luglio 1715.

### Carriera accademica
Fu introdotto dal vescovo di Volterra alla corte del granduca Cosimo III, di cui ben presto divenne uno dei principali consiglieri per le materie ecclesiastiche. Grazie all'intercessione del granduca, dal 1678 al 1679 insegnò istituzioni civili all’Università di Pisa, dal 1680 anche istituzioni canoniche, fino al 1692. Intrattenne corrispondenze con Ludovico Antonio Muratori, Anton Maria Salvini e Prospero Lambertini su questioni di metodo storico. I suoi scritti, fra cui tre opere a stampa e vari inediti, sono custoditi presso la Biblioteca Guarnacci di Volterra.

## Genealogia episcopale e successione apostolica
La genealogia episcopale è:
- Cardinale Scipione Rebiba
- Cardinale Giulio Antonio Santori
- Cardinale Girolamo Bernerio, O.P.
- Arcivescovo Galeazzo Sanvitale
- Cardinale Ludovico Ludovisi
- Cardinale Luigi Caetani
- Cardinale Ulderico Carpegna
- Cardinale Paluzzo Paluzzi Altieri degli Albertoni
- Cardinale Gaspare Carpegna
- Cardinale Bandino Panciatichi
- Vescovo Benedetto Falconcini

## Opere
- Vita del servo di Dio il padre don Luigi Massai gentiluomo di Lucca monaco eremita recluso del Sacro Eremo di Camaldoli..., Firenze, 1718.
- Vita del nobil'uomo, e buon servo di Dio Raffaello Maffei detto il Volterrano..., Roma, 1722.
- Discorso pastorale fatto nel dì della festa di b. Gregorio X, Roma, 1712.